# إمارة الكويت
مشيخة الكويت أو إمارة الكويت هي إمارة تأسست سنة 1613 في مدينة الكويت على ساحل الجنوبي لجون الكويت امتدت سيطرتها لتشمل جزيرة فيلكا وقرى صغيرة متفرقة مثل السالمية والجهراء والفنطاس والشُعيبة والفحيحيل وحفرالباطن، ووصلت حدودها البرية إلى رأس الزور شرقاً ولــصحراء النفود غرباً واللهابة جنوباً، ثم استمرت بالإتساع في عهد حاكم الكويت الشيخ مبارك الصباح، حيث وصلت سيطرته لتضم القصيم بعد أن دخلت في طاعته سلماً دون قتال في حملته على بلاد نجد في عام 1901م لردع الأمير عبدالعزيز المتعب الرشيد، ولكن هزيمته في معركة الصريف في نفس العام جعلت أهل القصيم ينقضون البيعة ويسلمونها لإبن رشيد.

## التأسيس

### الفترة المبكرة
في أوائل القرن الثامن عشر وحتى منتصفه، كانت الكويت قرية صيد صغيرة تُعرف باسم جراني (كورين). أصبحت المنطقة في الأصل تحت حكم إمارة بني خالد عام 1670 بعد طرد العثمانيين من شرق الجزيرة العربية ( إيالة الأحساء) على يد باراك بن غرير أمير بني خالد، الذي نجح في محاصرة الوالي العثماني عمر باشا الذي استسلم.  بعد حملة الأحساء عام 1871 أصبحت الكويت تابعة اسميًا للإمبراطورية العثمانية وفي عام 1875 تم ضمها إلى ولاية البصرة.

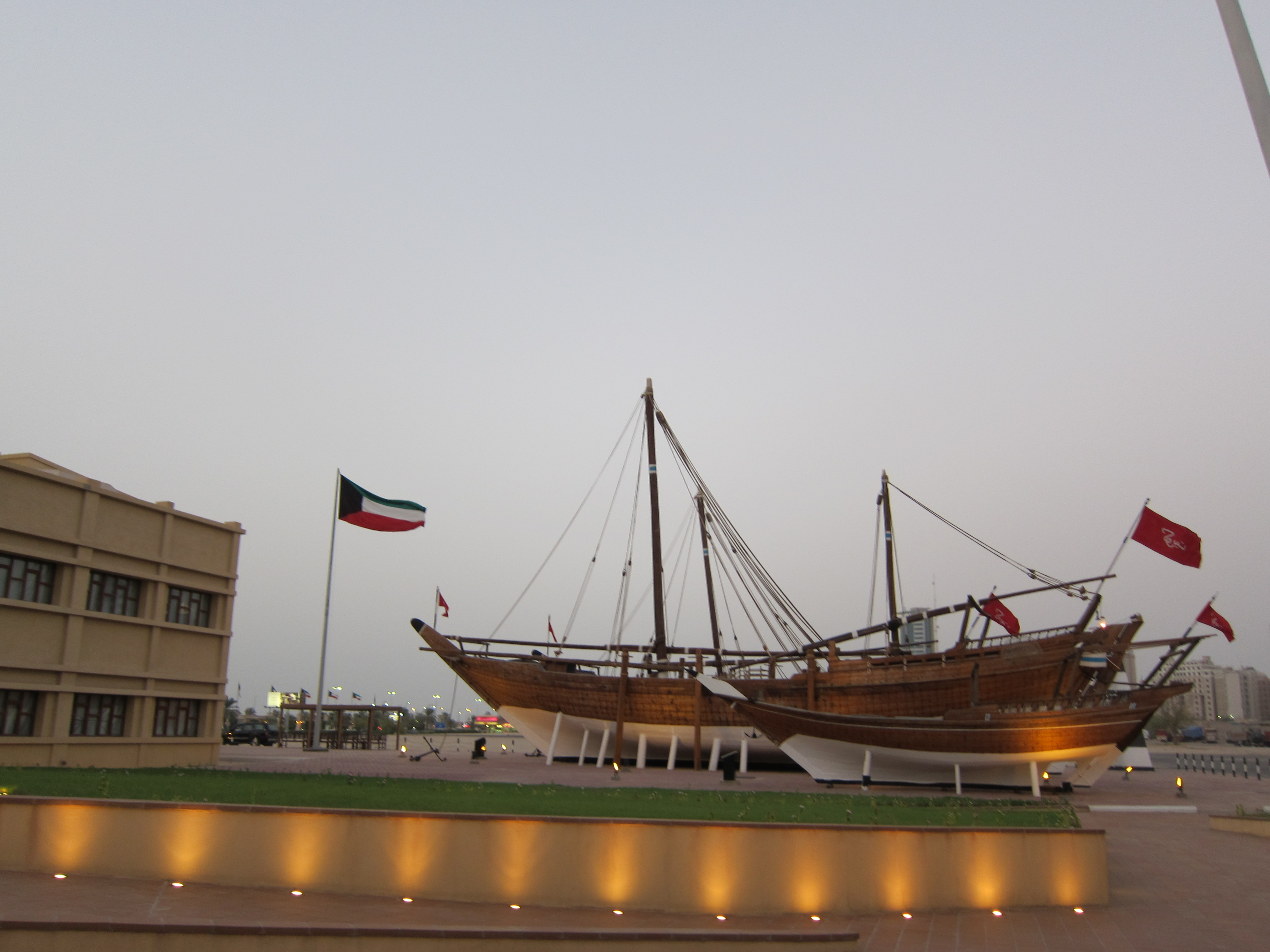
متحف الهاشمي الثاني البحري في مدينة الكويت

وصلت عائلات العتوب إلى الكويت في وقت ما في منتصف القرن الثامن عشر واستقرت بعد الحصول على إذن من أمير بني خالد سعدون بن محمد. لم يستقر العتوب على الفور في الكويت، لكنهم تجولوا لمدة نصف قرن قبل أن يستقروا أخيرًا في الكويت. غادروا أولاً منطقة وسط الجزيرة العربية واستقروا في ما يعرف الآن بقطر، وبعد مشاجرة بينهم وبين بعض سكان المنطقة غادروا واستقروا بالقرب من أم قصر في ديسمبر 1701. وعاشوا كقطاع طرق، ومداهمة القوافل المارة، وجباية الضرائب على شحن شط العرب.  وبسبب هذه الممارسات، تم طردهم من المنطقة على يد المتسلّم العثماني في البصرة وعاشوا لاحقًا في الصبية، وهي منطقة على الحدود الشمالية لخليج الكويت، حتى طلبوا أخيرًا الإذن من بني خالد للاستقرار في الكويت.
اجتمع رب كل أسرة في قرية الكويت واختار صباح الأول بن جابر شيخًا للكويت ليصبح حاكمًا من نوع ما تحت أمير الأحساء. خلال هذه الفترة أيضًا، تم تقسيم سلطة الحكم بين عائلات آل الصباح وآل خليفة والجلهمة، حيث ستتولى آل الصباح السيطرة على مقاليد السلطة بينما كان آل خليفة مسؤولين عن التجارة وتدفق البضائع. المال، ويكون الجلاهمة مسئولين عن العمل في البحر.
في وقت ما في خمسينيات القرن الثامن عشر، ظهرت مشيخة الكويت بعد اتفاق بين شيخ الكويت وأمير بني خالد اعترفت فيه الأحساء بحكم صباح الأول بن جابر المستقل على الكويت، وفي المقابل لن تتحالف الكويت أو تدعم الكويت. أعداء بني خالد أو التدخل في شؤون بني خالد الداخلية بأي شكل من الأشكال.

### النمو الاقتصادي

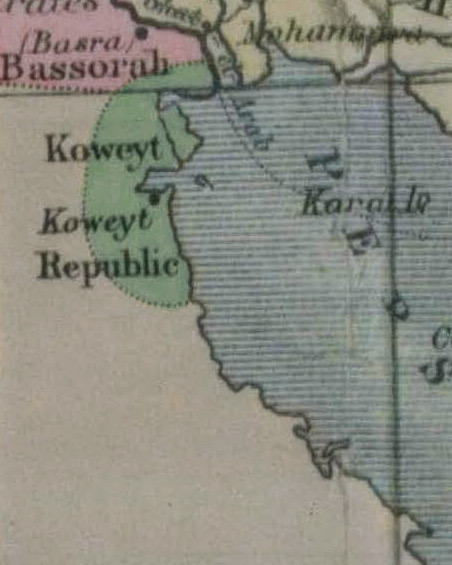
خريطة الكويت عام 1874 بقلم الجغرافي ورسام الخرائط الاسكتلندي ألكسندر كيث جونستون

بعد وصول العتوب، أصبحت الكويت تدريجياً مركزاً تجارياً رئيسياً لعبور البضائع بين الهند ومسقط وبغداد وفارس والجزيرة العربية.  بحلول أواخر القرن الثامن عشر، كانت الكويت قد أثبتت نفسها كطريق تجاري من الخليج العربي إلى حلب.

### ازدهار الكويت كمركز تجاري بحري (القرن 18-19)
شهدت الكويت تحولاً جذرياً في القرنين الثامن عشر والتاسع عشر، حيث ارتقت من منطقة ساحلية بسيطة إلى مركز تجاري بحري مزدهر في منطقة الخليج. يعود الفضل في هذا التحول إلى عوامل تاريخية وجغرافية متشابكة، بدأت مع قدوم بني عتبة الذين أسسوا الكيان السياسي الأول للكويت الحديثة.
مع حلول أواخر القرن الثامن عشر، أصبحت الكويت محطة حيوية في شبكة التجارة الدولية، تربط بين موانئ الهند ومسقط وبغداد وبلاد فارس وشبه الجزيرة العربية. وقد تعزز هذا الدور خلال الحصار الفارسي للبصرة بين 1775-1779، حيث شكلت الكويت ملاذاً آمناً للتجار العراقيين الفارين من الاضطهاد، مما أدى إلى نقل الخبرات التجارية والصناعية من البصرة إلى الكويت.
كان لموقع الكويت الاستراتيجي دور محوري في هذا الازدهار، حيث أصبحت همزة الوصل بين الشرق والغرب. وقد تجلى هذا جلياً عندما تم تحويل مقر الشركة الإنجليزية للتجارة إلى الكويت عام 1792، مما وسع نطاق النشاط الاقتصادي الكويتي ليشمل مجالات تتجاوز صيد اللؤلؤ والأسماك التقليدية. كما ساهمت السفن الكويتية في تأمين طرق الملاحة بين الهند والسواحل الأفريقية، ووصلت حتى سواحل سريلانكا بحثاً عن اللؤلؤ الثمين.
تميز المجتمع الكويتي في تلك الفترة بتنوعه العرقي والثقافي، حيث ضم بين جنباته العرب والفرس والأفارقة واليهود والأرمن، مما أضفى طابعاً عالمياً على المدينة التجارية الناشئة. وقد انعكس هذا التنوع على التقسيم الجغرافي للمدينة، حيث قسمت إلى ثلاث مناطق رئيسية: منطقة شرق التي سكنها غالباً الفرس، ومنطقة جبلة التي استوطنتها العائلات القادمة من نجد والعراق والبحرين، ومنطقة المرقاب الأقل سكاناً.
بلغت التجارة البحرية الكويتية أوج ازدهارها في القرن التاسع عشر، حيث برع الكويتيون في صناعة السفن التي حملت بضائعهم إلى أقاصي العالم، من الهند إلى شرق أفريقيا وحتى الصين. ولم تقتصر تجارتهم على السلع التقليدية، بل شملت أيضاً الخيول العربية الأصيلة التي كانوا يصدرونها بانتظام إلى الهند، حيث وصلت أعدادها إلى 800 حصان سنوياً في منتصف القرن التاسع عشر.
هكذا، وبفضل الموقع الاستراتيجي والظروف التاريخية والجهود البشرية، تحولت الكويت من بلدة صغيرة إلى إحدى أهم المراكز التجارية في المنطقة، مما مهد الطريق لازدهارها الاقتصادي في العصر الحديث.

## اغتيال الشيخ محمد الصباح (1870-1897)
في خضم هذه الأجواء المشحونة، وقع الحدث الأبرز في مايو 1896 عندما اغتيل الشيخ محمد الصباح على يد أخيه غير الشقيق مبارك في انقلاب دموي. وبحلول مطلع عام 1897، تمكن مبارك من ترسيخ سلطته بعد أن حصل على اعتراف رسمي من السلطان العثماني بلقب "قائم مقام" الكويت، في خطوة اعتبرها الكثيرون محاولة من الآستانة للحفاظ على نفوذها المتراجع في المنطقة.
شكلت هذه الأحداث مجتمعة منعطفاً حاسماً في مسار الكويت الحديث، حيث وضعت الأسس لمرحلة جديدة من العلاقات الدولية المعقدة، وأثبتت قدرة الكويت على المناورة بين القوى الكبرى رغم صغر حجمها، كما مهدت الطريق لصعود الشيخ مبارك الصباح الذي سيلعب لاحقاً دوراً محورياً في تشكيل هوية الكويت السياسية.

## عهد مبارك الكبير وتحولات السياسة الكويتية

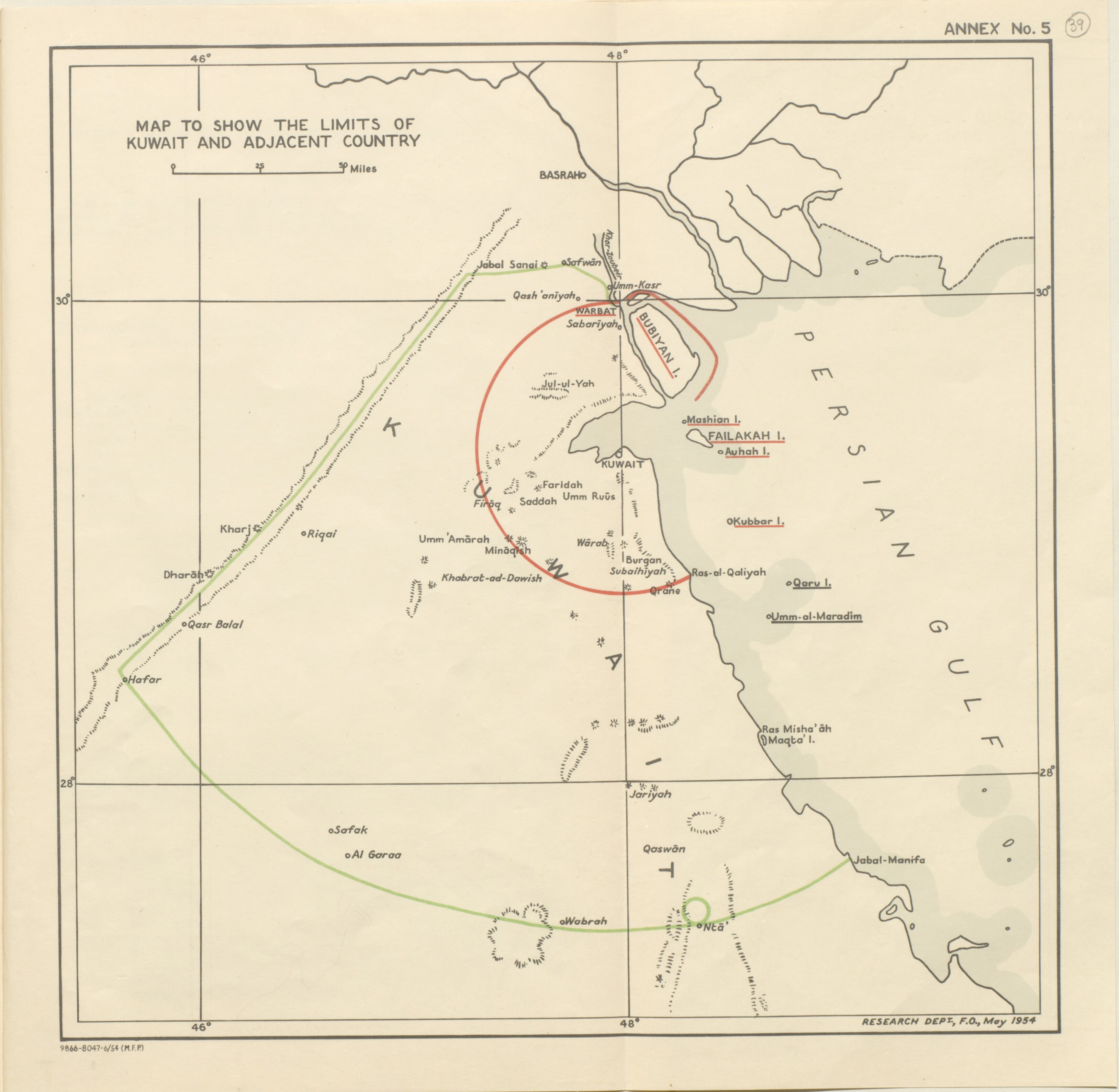
خريطة بحدود دائرة حمراء ودائرة خضراء وفقًا للاتفاقية الأنجلو عثمانية لعام 1913

شكّل وصول مبارك الصباح إلى السلطة عام 1896 منعطفاً حاسماً في تاريخ الكويت الحديث. فقد واجه الحاكم الجديد تحديات جسيمة منذ اللحظة الأولى، حيث ترك اغتياله لأخيه الشيخ محمد الصباح وراءه العديد من الخصوم الذين تحالفوا مع العثمانيين ضد حكمه. وفي مواجهة هذا التهديد الوجودي، لجأ مبارك إلى حليف غير متوقع - البريطانيين - فدعا في يوليو 1896 سفنهم الحربية لنشر قواتها قبالة السواحل الكويتية.
كانت بريطانيا ترى في تحالفها مع مبارك فرصة ذهبية لمواجهة النفوذ الألماني المتنامي في المنطقة. هذا التحالف أشعل ما عُرف لاحقاً بـ"الأزمة الكويتية الأولى"، عندما احتج العثمانيون على ما اعتبروه تدخلاً بريطانياً في نطاق نفوذهم، لكنهم في النهاية آثروا التراجع بدلاً من خوض مواجهة عسكرية.
تمّت ترسيخ التحالف البريطاني-الكويتي عبر معاهدة يناير 1899 التاريخية، التي نصّت على:
- عدم تنازل الكويت عن أي أراضي.
- عدم استقبال ممثلين أو وكلاء أجانب دون موافقة بريطانيا.
- منح بريطانيا السيطرة على السياسة الخارجية الكويتية.
- تحمّل بريطانيا مسؤولية الأمن القومي الكويتي.
- منح البريطانيين إعانة سنوية قدرها 15,000 روبية هندية للعائلة الحاكمة.
لكن سياسات مبارك الداخلية لم تخلُ من التحديات، ففي عام 1910 أثار رفع الضرائب سخط ثلاثة من كبار التجار (إبراهيم المضف وهلال المطيري وشمعلان بن علي بن سيف الرومي)، الذين احتجوا بنقل نشاطهم التجاري إلى البحرين، ما أثر سلباً على الاقتصاد الكويتي. اضطر مبارك للسفر إلى البحرين والاعتذار عن قراره، ليعود التجار بعدها إلى الكويت.
في المجال الاقتصادي، بلغت الكويت في عهد مبارك أوج ازدهارها، حتى أُطلق عليها لقب "مرسيليا الخليج" نظراً لنشاطها التجاري الحيوي الذي جذب تنوعاً بشرياً واسعاً. ووفقاً لوصف الرحالة الغربيين عام 1905، تحولت الكويت إلى بوتقة انصهرت فيها أعراق وجنسيات متعددة من الهند وبلاد فارس وسوريا وتركيا وأرمينيا، بالإضافة إلى اليهود وبعض الأوروبيين.
توفي مبارك الكبير عام 1915، وخلفه ابنه جابر الثاني الذي حكم لأكثر من عام واحد فقط، ليتولى الحكم بعده شقيقه الشيخ سالم المبارك الصباح، في فترة شهدت تحولات كبرى في المنطقة مع نهاية الحرب العالمية الأولى وبداية مرحلة جديدة من التاريخ الكويتي.

## علاقتها مع الدولة العثمانية (1871-1899)
في عام 1871 اشتركت القوات الكويتية بالحملة العثمانية التي شنها والي بغداد مدحت باشا لاحتلال الأحساء والقطيف، حيث ساند حاكم الكويت الشيخ عبد الله بن صباح الصباح الحملة بإسطول بحري يقوده بنفسه وقد ذكر مدحت باشا في مذكراته أن السفن الثمانين التي نقلت المؤنة واللوازم الحربية كانت تابعة لحاكم الكويت كما أرسل حاكم الكويت قوة برية بقيادة أخيه الشيخ مبارك الصباح ضمت العديد من قبائل البدو. وبعد نجاح الحملة منح مدحت باشا حاكم الكويت لقب قائمقام مكافأة له على خدماته للدولة العثمانية وظل اللقب ينظر له كمنصب شرفي حيث تعهدت الدولة العثمانية باستمرار الكويت ذاتية الحكم. ولم تتواجد أي إدارة مدنية عثمانية داخل الكويت ولا أي حامية عسكرية عثمانية في مدينة الكويت ولم يخضع الكويتيون للتجنيد في خدمة الجيش العثماني كما لم يدفعوا أي ضربية مالية للأتراك. وقد كتب والي بغداد مدحت باشا في مذكراته عن الكويت ما نصه:

## الاتفاقية البريطانية العثمانية ومسألة استقلال الكويت (1913)
شكلت الاتفاقية البريطانية العثمانية لعام 1913 لحظة مفصلية في تحديد وضع الكويت السياسي على الرغم من رغبة الحكومة الكويتية الواضحة في الاستقلال التام أو الخضوع للحماية البريطانية. فقد أقرت الاتفاقية بتناقض ظاهري، حيث اعترفت للكويت بوضع "قضاء عثماني ذاتي الحكم" في نفس الوقت الذي أكدت فيه أن شيوخ الكويت هم قادة مستقلون بالإضافة إلى كونهم "قائمقامات" تابعين للحكومة العثمانية.
برز التمسك الكويتي بالاستقلال جلياً في الموقف الذي اتخذه الشيخ مبارك الصباح عندما رفض طلب الوفد الألماني الذي سعى للقائه لمناقشة موضوع امتداد سكة حديد برلين-بغداد إلى الكويت. حيث أعلن الشيخ مبارك بكل وضوح أنه لن يبيع أو يؤجر أي شبر من أراضيه للأجانب، وأنه لا يعترف بالسيادة العثمانية على الكويت، مما شكل تحدياً صريحاً للادعاءات العثمانية.
حددت الاتفاقية نطاقاً جغرافياً واضحاً لسلطة الشيخ مبارك، تمثل في دائرة حمراء نصف قطرها 80 كيلومتراً من العاصمة، شملت جزر عوهة وبوبيان وفيلكا وكبر ومشيان ووربة. بينما رسمت دائرة خضراء إضافية تمتد 100 كيلومتر أخرى خصصت كمنطقة يجوز للقائمقام جمع الضرائب والجزية من سكانها. هذا الترسيم الدقيق للحدود والصلاحيات يعكس محاولة القوى الكبرى تنظيم نفوذها في المنطقة، بينما ظل الواقع على الأرض يعكس إصرار الكويت على الحفاظ على هويتها المستقلة وسيادتها الفعلية رغم كل الضغوط والاتفاقيات الدولية.

## الحماية البريطانية (1899-1961)
أصبحت الكويت محمية بريطانية عام 1899 في عهد الشيخ مبارك الصباح، الذي طلب الحماية بسبب خلافه مع العثمانيين، وعلى الرغم من أن الشيخ مبارك كان قد تقدم بطلب الحماية في سبتمبر من عام 1897، إلا أن طلبه قوبل بالرفض، ذلك لأن بريطانيا قالت بأنها لا ترى ضرورة في التدخل في شؤون المنطقة، إلا أنها غيرت موقفها ووافقت على إبرام الاتفاقية في 23 يناير سنة 1899 بسبب خشيتها من امتداد النفوذ الألماني الذي كان يسعى لمد سكة حديد من برلين إلى كاظمة شمال جون الكويت. وكان من بنود الاتفاقية أن لا يقبل الشيخ مبارك وكيلاً أو قائم مقام من جانب أي حكومة وأن يمتنع عن منح أو بيع أو رهن أو تأجير أي قطعة أرض من أراضي الكويت لدولة أخرى بغير أن يحصل على إجازة من بريطانيا.

### انهيار الاقتصاد التقليدي
شهدت الكويت في العقود الأولى من القرن العشرين تحولات اقتصادية واجتماعية جذرية أثرت على مكانتها الإقليمية. كانت النخبة الكويتية المتمثلة في العائلات التجارية العريقة تشكل طبقة مترفة ومتعلمة، حيث تميزت هذه الأسر الحضرية السنية - التي يعود معظمها إلى أصول بني عتبة - بثراء فاحش نجم عن تجارة المسافات الطويلة وبناء السفن وصيد اللؤلؤ. وقد عكست هذه النخبة طابعاً عالمياً من خلال سفراتها المتكررة إلى الهند وأفريقيا وأوروبا، وحرصها على تعليم أبنائها في الخارج، وتبنيها للأنظمة المكتبية الأوروبية والآلات الكاتبة، مما لفت انتباه الزوار الغربيين.

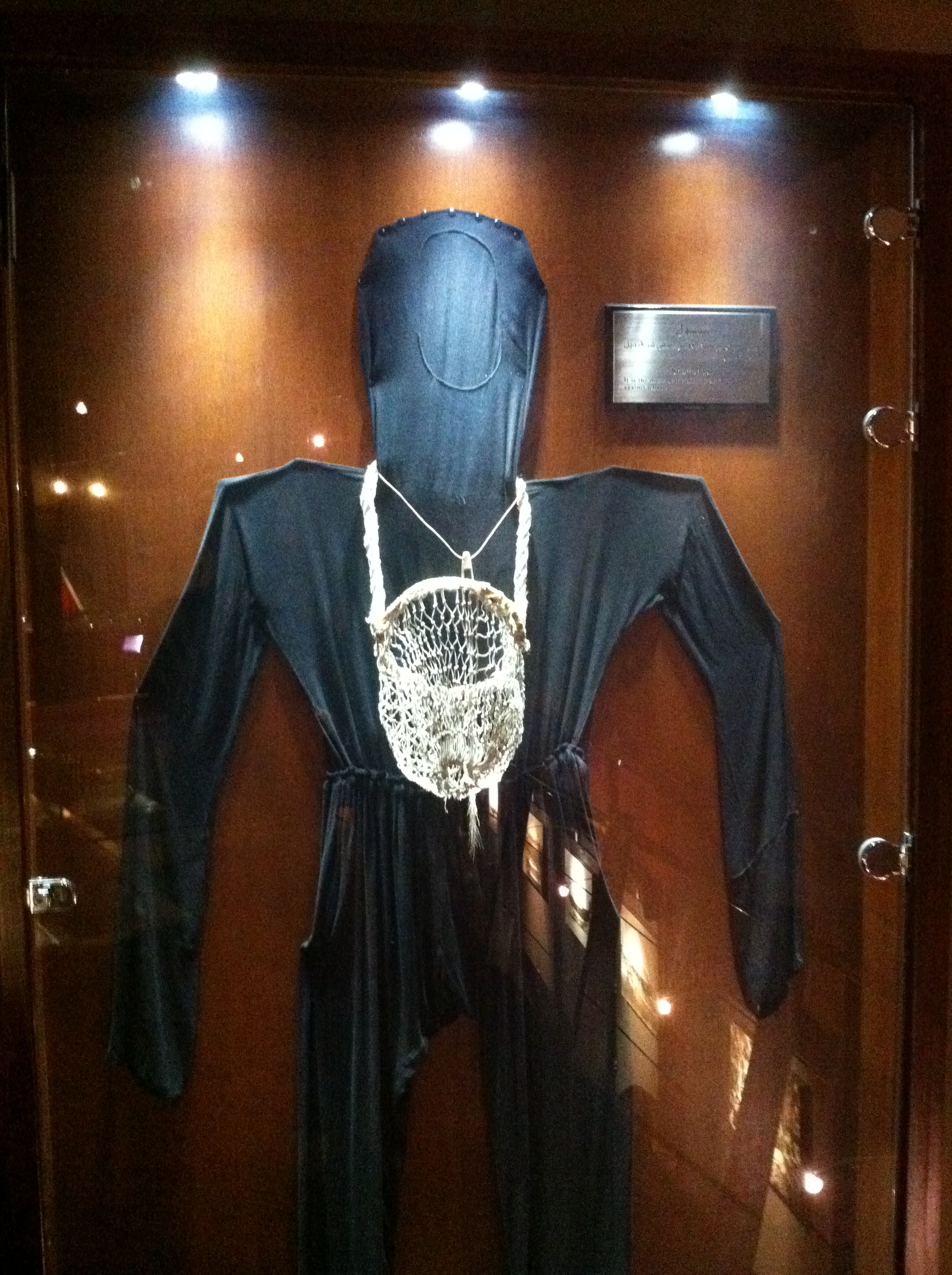
قطعة ملابس استخدمها الغواصون الكويتيون في البحث عن اللؤلؤ، متحف الهاشمي الثاني البحري في مدينة الكويت.

فقد تضرر الاقتصاد الكويتي بشدة من الحصار التجاري البريطاني أثناء الحرب العالمية الأولى، بسبب دعم حاكم الكويت آنذاك سالم المبارك الصباح لدولة الخلافة العثمانية المنتمية إلى دول المحور. كما تسببت الكساد الكبير في أواخر العشرينيات بضربة قاصمة لأحد أهم مصادر الدخل الكويتي وهو التجارة الدولية، حيث انخفض الطلب الأوروبي على السلع الهندية والأفريقية التي كان التجار الكويتيون يتوسطون في بيعها.
وفي محاولة للتكيف مع هذه الظروف العصيبة، لجأ بعض التجار الكويتيين إلى تهريب الذهب إلى الهند، مما أغنى بعض العائلات بينما زاد من تدهور الوضع الاقتصادي العام. كما انهارت صناعة اللؤلؤ التي كانت تحتل الصدارة في تزويد الأسواق الفاخرة العالمية، حيث تراجع الطلب على هذه الكماليات بسبب الأزمة الاقتصادية، بالإضافة إلى منافسة اللؤلؤ الصناعي الياباني الذي ظهر في تلك الفترة.
وقد تفاقمت الأزمة بفعل الحصار الاقتصادي والعسكري الذي فرضه ابن سعود على الكويت بين عامي 1923 و1937 في أعقاب حرب الكويت-نجد، بهدف السيطرة على أكبر قدر ممكن من الأراضي الكويتية. وعلى الرغم من ترسيم الحدود في مؤتمر العقير عام 1922 - الذي غاب عنه أي ممثل كويتي - استمرت الغارات السعودية والحصار الاقتصادي.
وصفت المستكشفة فريا ستارك في عام 1937 مدى الفقر الذي عم الكويت، حيث لاحظت تزايد الفقر منذ زيارتها السابقة قبل خمس سنوات، بسبب تدهور تجارة اللؤلؤ من جهة البحر، واستمرار الحصار السعودي من جهة البر. وقد دفع الوضع الاقتصادي المتردي العديد من العائلات التجارية البارزة إلى مغادرة الكويت في مطلع الثلاثينيات، ليجد معظم السكان أنفسهم في حالة من الفقر المدقع عند اكتشاف النفط عام 1937، في مفارقة تاريخية حولت مسار البلاد من الاعتماد على الاقتصاد التقليدي إلى عصر النفط والرخاء.

### حرب الكويت-نجد (1919-1920)
اندلعت حرب الكويت-نجد في أعقاب الحرب العالمية الأولى، عندما هُزمت الإمبراطورية العثمانية وأبطلت بريطانيا الاتفاقية الأنجلو-عثمانية، معلنةً الكويت "مشيخة مستقلة تحت الحماية البريطانية". أدى فراغ السلطة الذي خلّفه سقوط العثمانيين إلى تفاقم الصراع بين الكويت ونجد (الإخوان). أسفرت الحرب عن اشتباكات حدودية متقطعة طوال عامي 1919 و1920، وقُتل فيها مئات الكويتيين.
تم تحديد حدود نجد والكويت أخيرًا بموجب بروتوكول العقير عام 1922. لم يُسمح للكويت بأي دور في اتفاقية العقير، وقرر البريطانيون وآل سعود حدود الكويت الحالية. بعد اتفاقية العقير، ظلت العلاقات بين الكويت ونجد عدائية.

### معركة الجهراء
وقعت معركة الجهراء خلال حرب الحدود بين الكويت ونجد. دارت المعركة في الجهراء، غرب مدينة الكويت، في 10 أكتوبر/تشرين الأول 1920، بين سالم المبارك الصباح حاكم الكويت وإخوان الكويت التابعين لابن سعود ملك المملكة العربية السعودية.
هاجمت قوة قوامها 4000 من إخوان الكويت بقيادة فيصل الدويش القلعة الحمراء الكويتية في الجهراء، التي دافع عنها 2000 كويتي. كان إخوان نجد يفوقون الكويتيين عددًا بشكل كبير.

### بروتوكول العقير
ردًا على غارات البدو المختلفة، فرض المندوب السامي البريطاني في بغداد، السير بيرسي كوكس، بروتوكول العقير عام 1922 الذي رسم الحدود بين العراق والكويت ونجد. في الأول من أبريل/نيسان عام 1923، كتب الشيخ أحمد الصباح إلى الوكيل السياسي البريطاني في الكويت، الرائد جون مور، قائلاً: "ما زلتُ أجهل الحدود بين العراق والكويت، وسأكون سعيدًا لو تفضلتَ بتزويدي بهذه المعلومات". وعندما علم الرائد مور في الرابع من أبريل/نيسان أن الصباح يطالب بالخط الأخضر الخارجي للاتفاقية الأنجلو-عثمانية، نقل هذه المعلومة إلى السير بيرسي.
في 19 أبريل/نيسان، صرّح السير بيرسي بأن الحكومة البريطانية اعترفت بالخط الأخضر الخارجي للاتفاقية كحدود بين العراق والكويت. حدّ هذا القرار من وصول العراق إلى الخليج العربي على مسافة 58 كيلومترًا من ساحلٍ مُغطّى بالمستنقعات والبحار. ولأن هذا القرار كان سيُصعّب على العراق أن يُصبح قوة بحرية (إذ لم تكن المنطقة تضم أي موانئ عميقة)، لم يوافق الملك فيصل الأول (الذي نصّبه البريطانيون ملكًا على العراق) على الخطة. ومع ذلك، ولأن بلاده كانت تحت الانتداب البريطاني، لم يكن له رأي يُذكر في هذا الأمر. وصادق العراق والكويت رسميًا على الحدود في أغسطس/آب. أُعيد الاعتراف بالحدود عام 1932.
في عام 1913، اعتُرف بالكويت ولايةً مستقلةً عن ولاية البصرة، ومُنحت استقلالًا ذاتيًا تحت السيادة العثمانية في مسودة الاتفاقية الأنجلو-عثمانية، إلا أن هذه الاتفاقية لم تُوقّع قبل اندلاع الحرب العالمية الأولى. أُعيد النظر في الحدود بموجب مذكرة أرسلها المفوض السامي البريطاني في العراق عام 1923، والتي أصبحت أساسًا للحدود الشمالية للكويت. تضمن طلب العراق المقدم إلى عصبة الأمم عام 1932 معلوماتٍ حول حدوده، بما في ذلك حدوده مع الكويت، حيث قبل الحدود التي وُضعت عام 1923.

### عشرينيات وأربعينيات القرن العشرين
شهدت عشرينيات وثلاثينيات القرن العشرين انهيارًا في صيد اللؤلؤ، ومعه انهيارًا في اقتصاد الكويت. ويُعزى ذلك إلى اختراع زراعة اللؤلؤ صناعيًا.

أحدث اكتشاف النفط في الكويت عام 1938 ثورةً في اقتصاد الإمارة، وجعله رصيدًا قيّمًا لبريطانيا. في عام 1941، وفي نفس يوم الغزو الألماني للاتحاد السوفيتي (22 يونيو)، سيطر البريطانيون سيطرةً كاملةً على العراق والكويت. (وكان البريطانيون والسوفييت قد غزا إيران المجاورة في سبتمبر من ذلك العام).

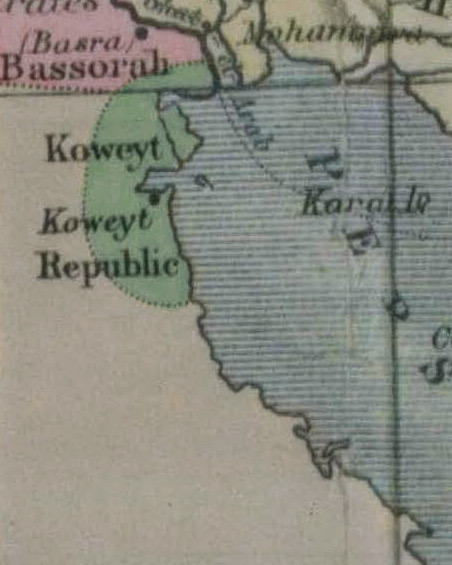
خريطة نشرها العالم الإنجليزي ألكسندر جونستون ضمن أطلسه الكبير الذي صدر عام 1874 تحمل اسم
(جمهورية الكويت).

### عهد الشيخ مبارك الكبير (1896-1915)
تولى الشيخ مبارك الصباح الحكم ما بين عام 1896 وعام 1915. وفي عهده تم التوقيع على اتفاقية حماية مع بريطانيا في عام 1899، وتم إنشاء المستشفى الأمريكي ويعد أول مستشفى في تاريخ الكويت.

### عهد الشيخ سالم المبارك الصباح (1917-1921)

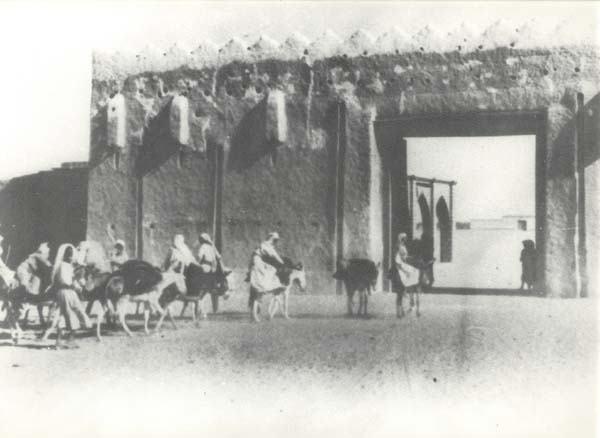
إحدى بوابات سور الكويت الثالث.

تولى الشيخ سالم المبارك الصباح الحكم بعد وفاة أخيه الشيخ جابر المبارك الصباح. شهدت الكويت خلال عهده بناء ثالث سور في تاريخها، في عام 1920، الذي شيد بعد وقعة حمض. كما تم في عهده هجوم الإخوان على الجهراء في 10 أكتوبر سنة 1920 فحدثت معركة الجهراء. وفي عام 1921 توفي الشيخ سالم الصباح.

### عهد الشيخ أحمد الجابر الصباح (1921-1950)
تولى الشيخ أحمد الجابر الصباح الحكم في الكويت بعد وفاة عمه الشيخ سالم الصباح، وفي يوم 2 ديسمبر 1922 تم توقيع بروتوكولات العقير التي ترسم الحدود بين سلطنة نجد ومملكة العراق والكويت. في يناير 1928 هاجم الإخوان بادية الكويت وقاموا بسلب الجمال والأغنام مما دفع القوات الكويتية بقيادة علي الخليفة الصباح وعلي السالم الصباح لملاحقتهم والاشتباك معهم في معركة الرقعي، وتعرضت الكويت لأمطار غزيرة عام 1932 أدت لتهدم العديد من المنازل وتضرر أكثر من 18,000 شخص، وعرفت هذه السنة بالهدامة. وقد شهدت الكويت في عهده نهضة سياسية تمثلت في تأسيس أول مجلس شورى في البلاد عام 1938.
اكتشف أول بئر نفطي في الكويت في عام 1937 في بحره، إلا أن النفط لم يصدر بسبب ظروف الحرب العالمية الثانية بعدها صدرت أول شحنة نفط في 30 يونيو سنة 1946. أسست مدينة الأحمدي في عام 1948 في عهد الشيخ أحمد الجابر الصباح، وسميت كذلك تيمناً باسمه. وفي عام 1950 توفي الشيخ أحمد الجابر الصباح.

### عهد الشيخ عبد الله السالم (1950-1961)

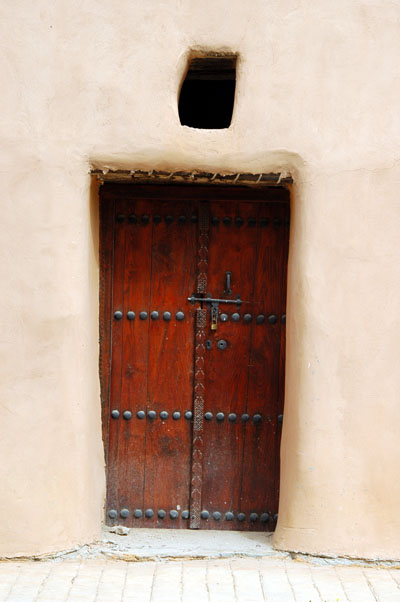
باب للقصر الأحمر في الجهراء.

تولى الحكم الشيخ عبد الله السالم الصباح في 25 فبراير سنة 1950، وفي فترة حكمه تم إنشاء المجلس الأعلى، وسُمي لاحقا باسم «أبو الدستور» لأنه هو الذي أمر بصياغة دستور لتنظيم الحياة السياسية في الكويت، وتم في عهده التوسع العمراني الكبير، حيث بدأ الناس بالخروج من داخل السور، وفي عام 1957 تم هدم السور مع الإبقاء على البوابات الخمس، وفي 19 يونيو سنة 1961 تم إلغاء معاهدة الحماية البريطانية التي وقعت في 23 يناير عام 1899، وتم إعلان استقلال دولة الكويت، وفي 11 نوفمبر سنة 1962 تم إصدار دستور الدولة.